# Torgau

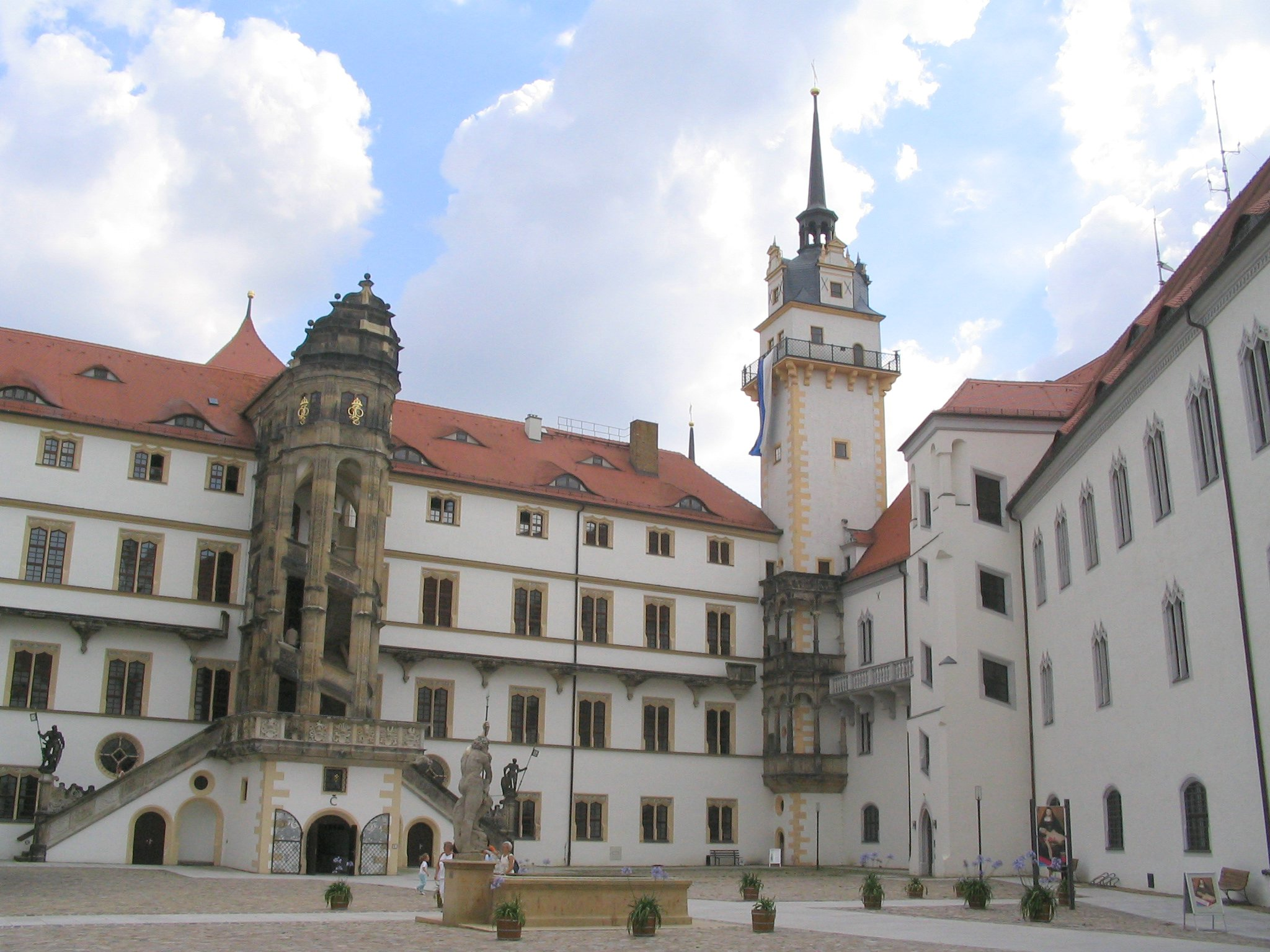
Castillo Hartenfels.

Torgau o Turgovia es una ciudad alemana junto al Elba, en el noroeste del Estado federado de Sajonia.

## Historia
El asentamiento actual se remonta a un asentamiento eslavo llamado Turguo en la comarca de Neletici. Presumiblemente, habría un castillo eslavo de madera ubicado en el sitio del actual castillo Hartenstein. En el siglo X cayó bajo el dominio de los emperadores del Sacro Imperio Romano Germánico, y se construyó un castillo de piedra, alrededor del cual se congregó el asentamiento. La evocación más antigua de esta localidad, bajo el topónimo de Torgove, se encuentra en un documento fechado en 973. Hay un mercado atestiguado en 1119. Se desconoce la fecha de fundación de la ciudad, pero se menciona como «Torgau» en una lista datada en 1267. La ciudad estaba ubicada en la importante vía comercial, la  via regia Lusatiae inferioris, entre Leipzig y Fráncfort del Oder que cruzaba el río Elba en un vado al este de Torgau.
En 1344, las tres ciudades de Torgau, Oschatz y Grimma se coaligaron para armar una milicia, los  Geharnischten (lit. 'acorazados'), que se ilustrará posteriormente durante la faide de la abadía de Wurzen en 1542. Torgau pertenecía al ducado de Sajonia-Wittenberg, que en 1356 fue elevado a Electorado de Sajonia. Después de que el último duque ascanio muriera sin descendencia en 1423, el electorado pasó a la casa de Wettin, que estableció su residencia en Torgau.
Tras la partición del Tratado de Leipzig de la herencia Wettin el 26 de agosto de 1485, Torgau correspondió a Ernesto de Sajonia, fundador de la línea Ernestina. Federico III, elector de Sajonia y sus sucesores hicieron construir el castillo Hartenfels en Torgau por el arquitecto Conrad Pflüger y su sucesor Konrad Krebs. La corte ernestina residía principalmente en Torgau y en Weimar. Desde 1525 en adelante, Torgau se convirtió en la única residencia. El castillo Hartenfels es el mayor castillo  completamente conservado del Renacimiento temprano en Alemania.
Durante la Reforma protestante, el ayuntamiento cerró todos los claustros en 1523. Los ciudadanos de Torgau destruyeron las pinturas y estatuas de los santos en las iglesias e irrumpieron en el monasterio franciscano. Después de que Lutero expulsara a Andreas Karlstadt (Bodenstein) de Sajonia en 1524, hizo cumplir la expulsión de los seguidores de Karlstadt en Torgau en 1529. En marzo de 1530, Martín Lutero, que venía de la vecina ciudad de Wittemberg, escribió con sus colaboradores Jonas, Melanchthon y Bugenhagen la famosa confesión de Torgau.
La capilla de la corte, construida en 1543-1544 por Nikolaus Gromann, fue consagrada por Martín Lutero el 5 de octubre de 1544; es por lo tanto la segunda iglesia protestante más antigua del mundo, después de la capilla de la corte del castillo de Neuburg, que había sido consagrada en 1543.  A partir de 1547, con la batalla de Mühlberg, Torgau cayó en manos de la línea Albertina y perdió su condición de capital: el derrotado príncipe Juan Federico I de Sajonia tuvo que entregar sus posesiones a su primo Mauricio, y Dresde permaneció siendo la única capital de Sajonia.
Katharina von Bora, la viuda de Lutero, dejó Wittemberg (golpeada por la peste y el hambre) en 1552 hacia Torgau. Resultó gravemente herida en el viaje y murió tres semanas después en Torgau el 20 de diciembre de 1552. Su última casa se ha convertido en un museo, y su epitafio en la Iglesia de Santa María es una de las atracciones locales.
La luterana Fórmula de la Concordia fue escrita en Torgau en 1576.
La primera ópera alemana, Dafne de Heinrich Schütz, se presentó en la corte de Torgau en 1627.
Las colinas de Süptitz, cerca de la ciudad, fueron el escenario el 3 de noviembre de 1760 de uno de los últimos episodios de la Guerra de los Siete Años con la batalla de Torgau, en que un ejército prusiano bajo el mando del rey Federico el Grande derrotó a un ejército austríaco más grande bajo el mando del mariscal de campo Leopold Josef Graf Daun
En 1806 fue anexionada por el Reino de Sajonia, aliado de Napoleón I, el cual exigió que se construyera en 1811 una gran fortaleza con el fin de ayudar en su Invasión de Rusia. A finales de octubre de 1813 fue asediada por tropas rusas y prusianas, capitulando el 10 de enero de 1814. Al final del Congreso de Viena, Torgau pasó al Reino de Prusia, pasando a ser parte del Imperio alemán en 1871..

### Segunda Guerra Mundial
De 1943 a 1945, Torgau fue la sede de la corte marcial, el Reichskriegsgericht. Entre los detenidos en las cárceles de Fort Zinna, más de 1000 fueron condenados a muerte: la mayoría de ellos objetores de conciencia, testigos de Jehová y detenidos estadounidenses.

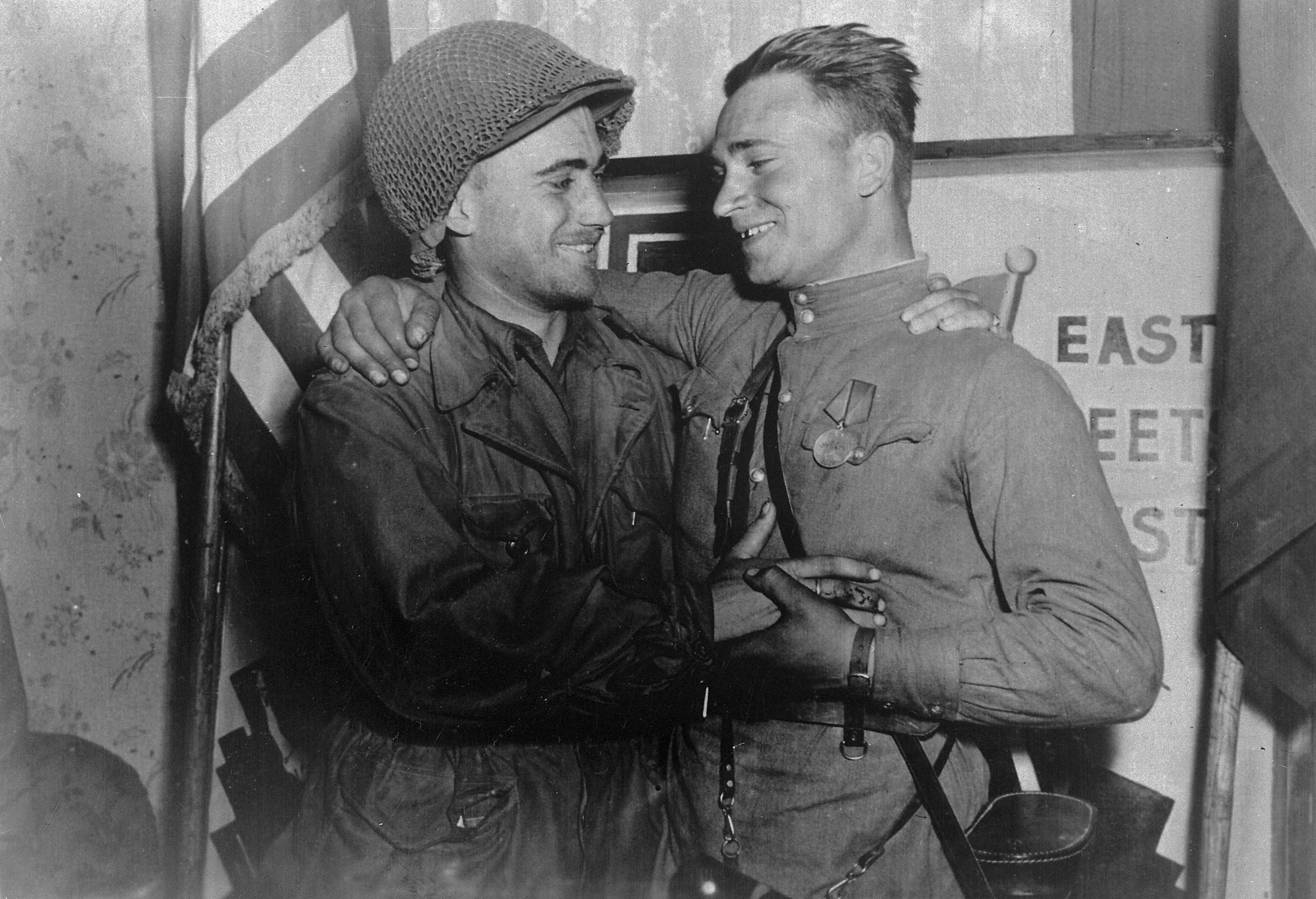
El subteniente William Robertson y el teniente Alexander Silvashko, símbolo de la histórica reunión de las tropas estadounidenses y soviéticas en abril de 1945

Sin embargo, la fama internacional de Torgau proviene principalmente del hecho de que al final de la Segunda Guerra Mundial, el 25 de abril de 1945, fue el punto de unión entre el ejército de los Estados Unidos , que llegaba desde el oeste, y el ejército soviético viniendo del este. Ese día histórico se denominó Día del Elba. Unidades del Primer Ejército estadounidense y el Primer Frente Ucraniano soviético se reunieron en el puente de Torgau y en Lorenzkirch (cerca de Strehla), a 20 millas al sur. Los comandantes de las unidades se reunieron al día siguiente en Torgau para un apretón de manos oficial. Esto marcó el comienzo de la línea de contacto entre las fuerzas soviéticas y estadounidenses, pero no la finalización de las zonas de ocupación. De hecho, el área que rodea a Torgau inicialmente ocupada por las fuerzas estadounidenses fue entregada en julio de 1945 a las fuerzas soviéticas en cumplimiento de los Acuerdos de Yalta. Después de la guerra, en 1949, Mosfilm estrenó la película Encuentro en el Elba sobre el encuentro de ambos ejércitos.

### Después de la Segunda Guerra Mundial
Tras el final de la guerra, Torgau pasó a formar parte de la República Democrática Alemana (RDA). La agencia de policía secreta soviética  NKVD estableció sus campamentos especiales n.º 8 y 10 en Fort Zinna y en los cuarteles cercanos de Seydlitz. Los alemanes y algunos ciudadanos soviéticos fueron internados en ellos o cumplieron sentencias dictadas por los tribunales militares soviéticos. La Policía Popular de Alemania Oriental utilizó la prisión de Fort Zinna de 1950 a 1990 como penitenciaría. En la década de 1950 albergaba principalmente a presos políticos. Torgau fue una de las prisiones en las que Reinhold Eggers pasó su encarcelamiento de posguerra después de haber sido sentenciado por los soviéticos. Había sido el oficial de seguridad en Oflag IV-C durante la guerra en el castillo de Colditz
El Centro de Documentación e Información de Torgau (Dokumentations- und Informationszentrum Torgau, DIZ), fundado en 1991 y ahora bajo la administración de la Saxon Memorial Foundation para la conmemoración de las víctimas del despotismo político, investiga y presenta la historia de las prisiones de Torgau en la exposición permanente «Rastros de injusticia».
Después de la Segunda Guerra Mundial, Torgau fue inicialmente el centro del distrito del estado de Sajonia Anhalt en Alemania Oriental. Después de la disolución de los estados de Alemania Oriental en 1952, pasó a formar parte de Bezirk Leipzig. En 1990, después de la Unificación de Alemania, pasó a formar parte de la región de Leipzig del estado de Sajonia. En 2008 se convirtió en el centro del distrito de Sajonia Septentrional.

## Economía
Tras la reunificación alemana de 1990, la región donde se halla la ciudad ha vivido una dispar progresión económica y la situación ha mejorado globalmente. Sin embargo, ostenta uno de los niveles de riqueza más bajos del país a pesar de las constantes subvenciones del gobierno federal y de la Unión Europea (UE).